# Zamieć pyłowa

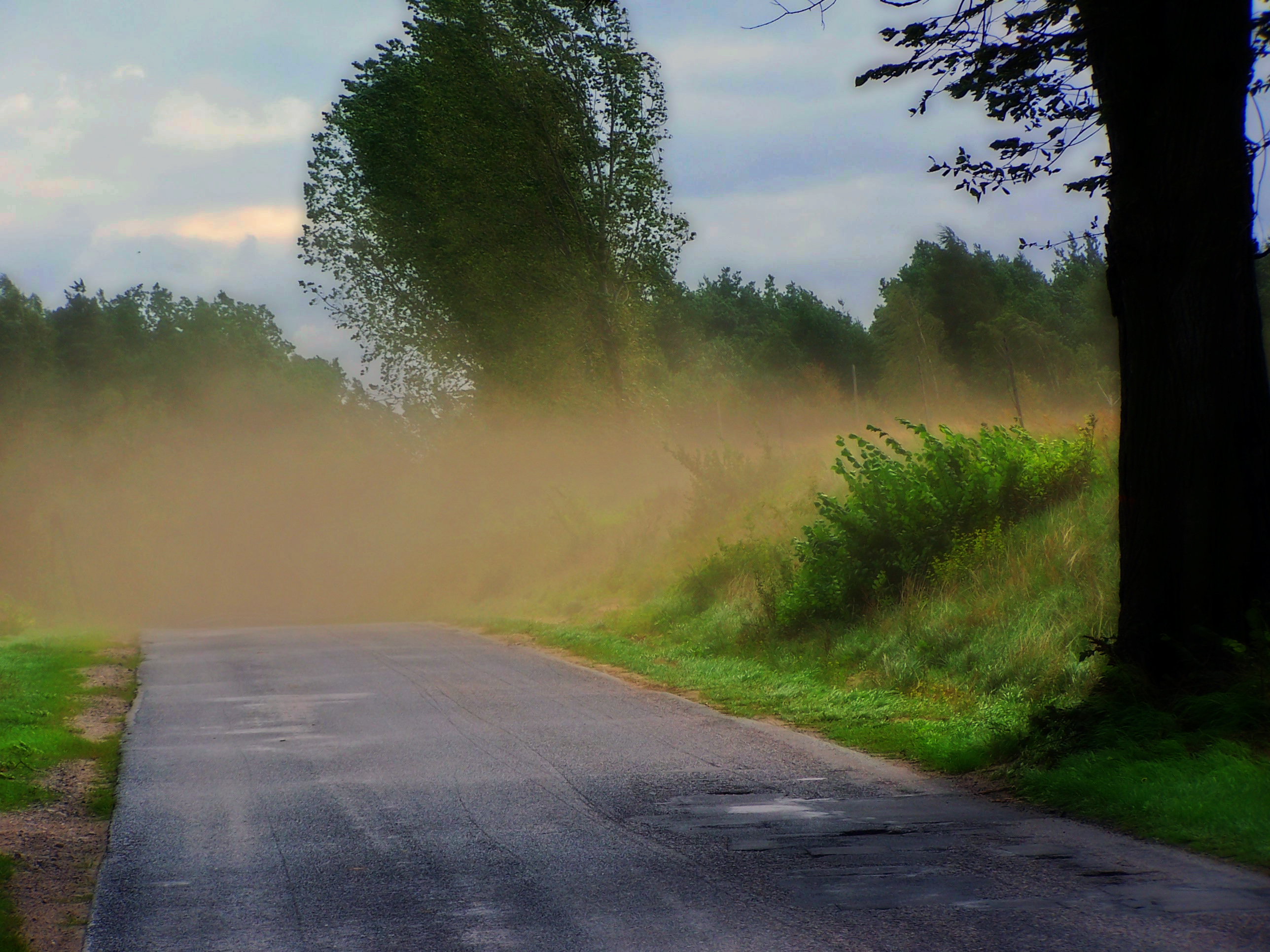
Zamieć pyłowa niska

Zamieć pyłowa – zbiór cząstek pyłu uniesionych z gruntu w miejscu obserwacji lub w pobliżu na małą wysokość przez dostatecznie silny i turbulentny wiatr. Rozróżnia się zamieć niską i wysoką:
- Zamieć pyłowa niska – występuje, gdy pył i piasek zostaje uniesiony przez wiatr na małą wysokość — taką, że niskie przedmioty na gruncie są przez nie przesłonięte lub zakryte. Widzialność pozioma na wysokości oczu obserwatora jest niedostrzegalnie zmniejszona.
- Zamieć pyłowa wysoka – występuje, gdy pył i piasek zostaje uniesiony przez wiatr na umiarkowaną wysokość — taką, że niekiedy przesłania niebo i Słońce. Widzialność pozioma na wysokości oczu obserwatora jest wyraźnie zmniejszona.